# Витан
Витан (енгл. Witan, Witenaġemot) је англосаксонска реч која означава скупштину племића-ратника. Ова установа постојала је у свим англосаксонским краљевинама у Енглеској у периоду од 6. до 11. века, све до норманског освајања Енглеске (1066).

## Позадина
После одласка Римљана из Британије (407. године) у Енглеској се формирао низ малих, локалних кнежевина, које су непрекидно међусобно ратовале. Током Велике сеобе народа, средином 5. века на територију Енглеске продиру германска племена Англи, Саксонци и Јити. До краја 6. века, они су овладали већим делом Енглеске и образовали седам својих ранофеудалних краљевина (Нортамбрија, Источна Англија, Весекс, Мерсија, Есекс, Кент и Сасекс) − период познат као доба хептархије. За време освајања Енглеске, та германска племена делом су уништила келтске и романске староседеоце, делом их потиснула на север (Каледонија) и запад (Камбрија, Велс, Корнвол) или приморала да се преселе на континент (у Бретању), а остатак, углавном, претворила у робове.

## Англосаксонско друштво
Народ је био подељен у категорије (класе), које су се донекле разликовале од државе до државе. На врху друштвене пирамиде налазили су се чланови краљевске породице − етелинзи (енгл. aethelings). Ниже од њих су били племићи - геситси (енгл. gesiths) и елдормани (енгл. ealdorman). Припадници ове три категорије били су ратници, при чему су геситси и грофови вероватно били ратници у служби краља и етелинга.
Први у категоријама које су обрађивале земљу били су обични слободњаци - хурли (енгл. churl). За њима су ишле различите категорије слободних сељака.

### Краљ и витан
Свака од англосаксонских краљевина имала је на челу краља и веће, или витан (енгл. Witan), у коме су се налазили најважнији племићи. Витан је бирао краља из редова етелинга, саветујући га у току владавине о свим важнијим питањима.
Древно обичајно право спроводили су народни судови којима су председавали краљеви заступници из редова ратника. Сви слободни људи су учествовали у оваквим судовима, чија је одлука представљала вољу већине присутних. Краљ је, уз сагласност витана, могао да издаје декрете који су мењали или проширивали целину обичајног права.